# Firmicus (cràter)

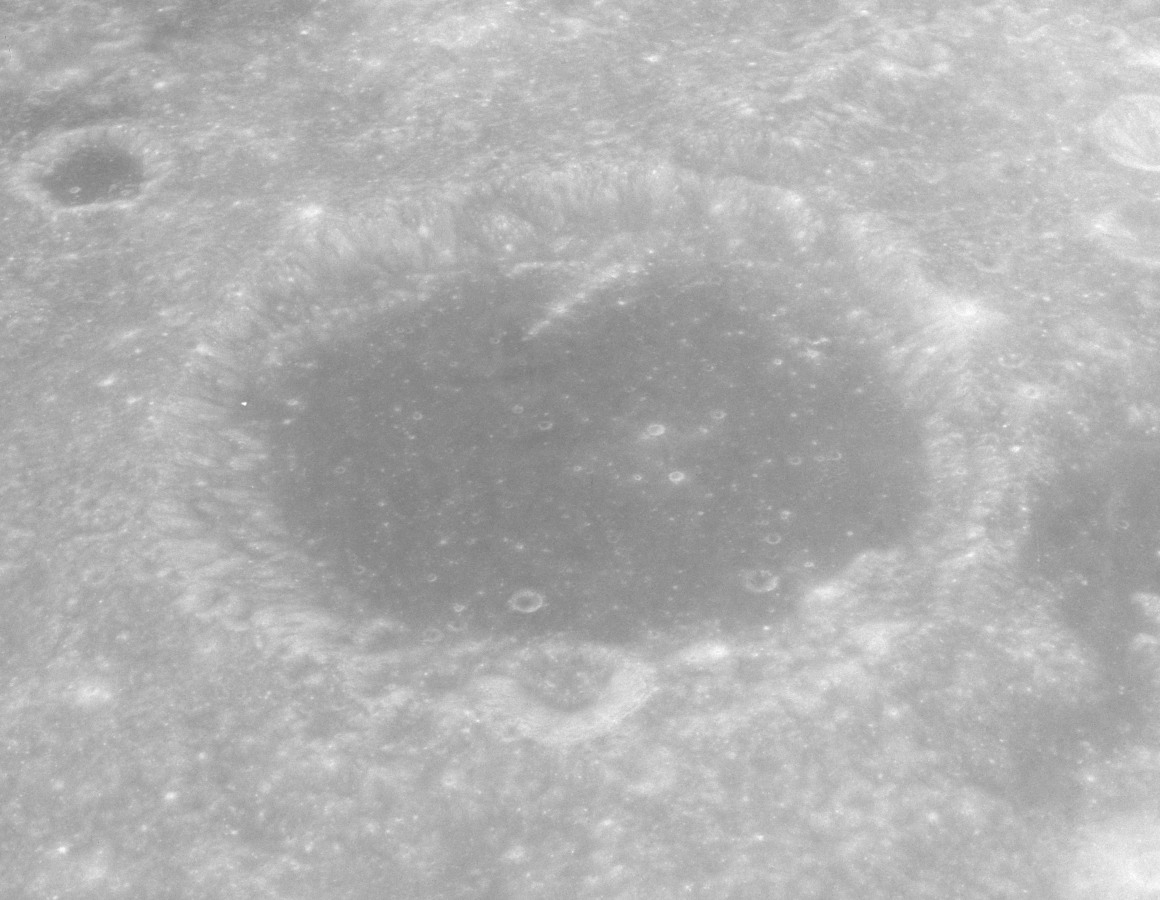
Vista obliqua de Firmicus des del sud (Apol·lo 17)

Firmicus és un cràter d'impacte que es troba en la part oriental de la cara visible de la Lluna, per la qual cosa vist des de la Terra apareix amb forma oval a causa de l'escorç. No obstant això, és gairebé circular. El cràter es troba a l'oest del Mare Undarum, i al nord-est del cràter de grandària similar Apol·loni. Al nord de Firmicus apareixen els cràters van Albada i Auzout. Unit al seu bord nord-oest es localitza el Lacus Perseverantiae, una mar lunar en miniatura.

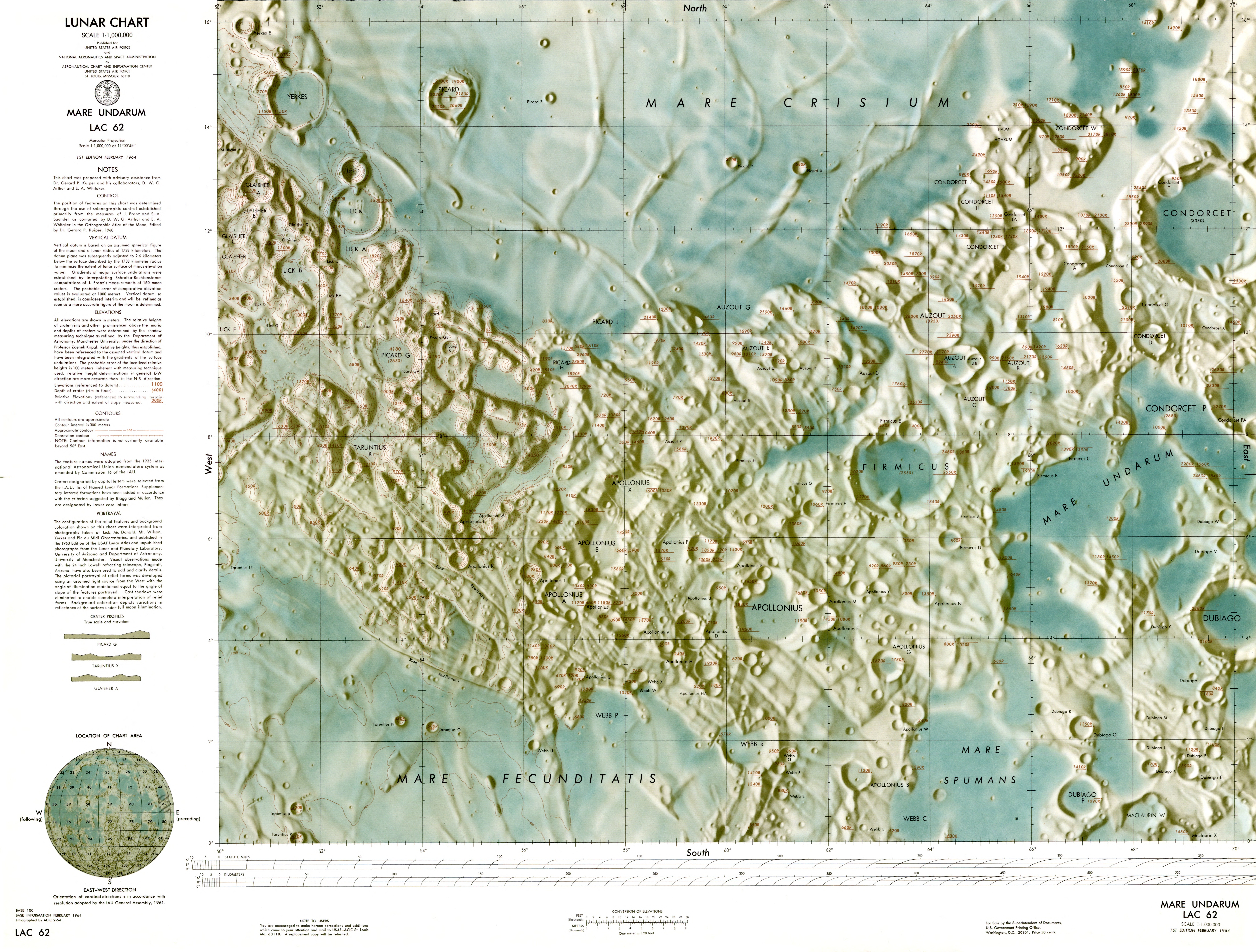
Fírmicus en la carta lunar LAC-62

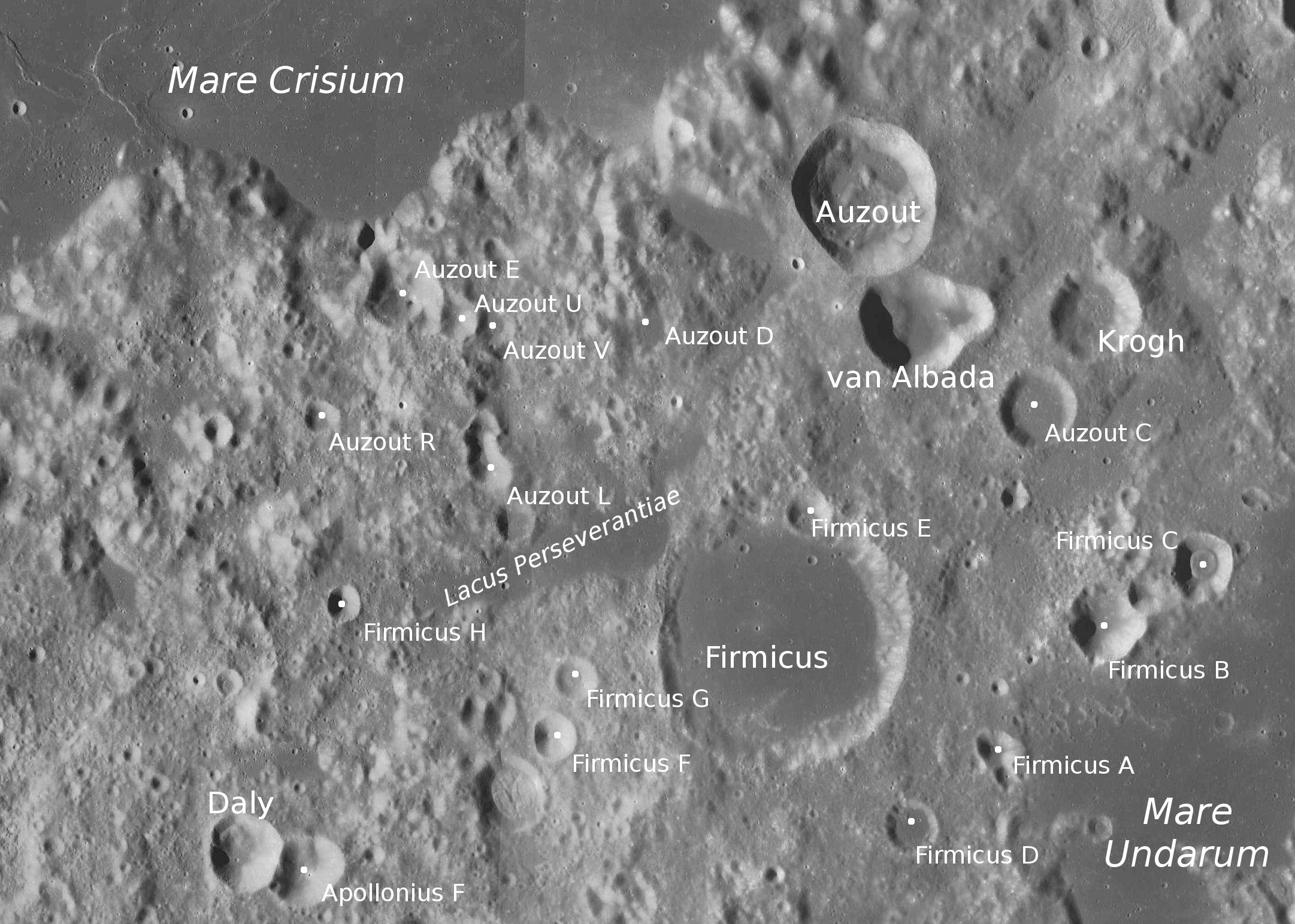
Localització de Firmicus. Fotografia de la missió Lunar Reconnaissance Orbiter

L'aspecte més notable de Firmicus és el seu sòl fosc i plànol. Té una albedo similar a la de la superfície del Mare Crisium situat cap al nord, la qual cosa fa que es destaqui una mica del seu entorn. El sòl no ha sofert cap impacte significatiu des de la seva formació, encara que sens dubte hi ha molts petits impactes en tota la seva superfície. La vora exterior de Firmicus ha estat objecte de certa erosió, en particular al llarg del costat nord, on ha estat envaït per un parell de petits cràters.

## Cràters satèl·lit

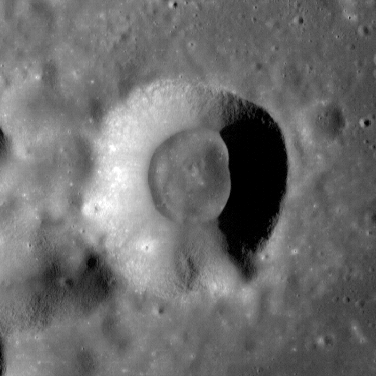
Cràter satèl·lit Firmicus C

Per convenció aquests elements són identificats en els mapes lunars posant la lletra en el costat del punt central del cràter que està més prop de Firmicus.
|          | \| Firmicus \| Coordenades \| Diàmetre \| \| -------- \| ---------------------------------- \| -------- \| \| A \| 6° 24′ N, 65° 06′ E / 6.4°N,65.1°E \| 8 km \| \| B \| 7° 18′ N, 65° 48′ E / 7.3°N,65.8°E \| 14 km \| \| C \| 7° 42′ N, 66° 30′ E / 7.7°N,66.5°E \| 13 km \| \| D \| 5° 54′ N, 64° 24′ E / 5.9°N,64.4°E \| 11 km \| \| E \| 8° 00′ N, 63° 36′ E / 8.0°N,63.6°E \| 9 km \| \| F \| 6° 30′ N, 61° 48′ E / 6.5°N,61.8°E \| 9 km \| \| G \| 6° 54′ N, 61° 54′ E / 6.9°N,61.9°E \| 9 km \| \| H \| 7° 30′ N, 60° 18′ E / 7.5°N,60.3°E \| 7 km \| \| M \| 4° 06′ N, 67° 12′ E / 4.1°N,67.2°E \| 42 km \| |          |
| Firmicus | Coordenades | Diàmetre |
| A        | 6° 24′ N, 65° 06′ E / 6.4°N,65.1°E | 8 km     |
| B        | 7° 18′ N, 65° 48′ E / 7.3°N,65.8°E | 14 km    |
| C        | 7° 42′ N, 66° 30′ E / 7.7°N,66.5°E | 13 km    |
| D        | 5° 54′ N, 64° 24′ E / 5.9°N,64.4°E | 11 km    |
| E        | 8° 00′ N, 63° 36′ E / 8.0°N,63.6°E | 9 km     |
| F        | 6° 30′ N, 61° 48′ E / 6.5°N,61.8°E | 9 km     |
| G        | 6° 54′ N, 61° 54′ E / 6.9°N,61.9°E | 9 km     |
| H        | 7° 30′ N, 60° 18′ E / 7.5°N,60.3°E | 7 km     |
| M        | 4° 06′ N, 67° 12′ E / 4.1°N,67.2°E | 42 km    |